# Ceoltóirí Chualann
Ceoltóirí Chualann is een Ierse traditionele band die door Seán Ó Riada in 1961 werd opgericht en waarvan een aantal medewerkers de oprichters werden van de befaamde folkgroep The Chieftains. Zij specialiseerden zich op het werk van de blinde harpist en componist Turlough O'Carolan.
De groep bestond uit:
- Michael Tubridy - flute
- Paddy Moloney - uilleann pipes
- Sonny Brogan - accordeon
- Eamon de Buitlear - accordeon
- John Kelly - viool
- Martin Fay - viool
- Seán Ó Sé - vocalist
- Seán Ó Riada - bodhrán en harpsichord
- Ronnie McShane - bones
- Peadar Merciers
- Seán Keane - viool

De groep stopte in 1969 nadat zij twee albums hadden opgenomen. In 1971 stierf Seán Ó Riada. 